# Экстемпоральная рецептура
Экстемпоральная рецептура (лат. ex tempore — по мере надобности) — термин, принятый в фармацевтической практике для обозначения лекарственных форм, изготовляемых непосредственно в аптеке по рецепту врача для конкретного пациента.
Экстемпорально в аптеке готовят:
- Капли и растворы для внутреннего и наружного применения
- Порошки дозированные
- Мази, пасты
- Растворы для инъекций (в основном в больничных аптеках)
- Глазные капли (при наличии асептического блока)
- Эмульсии, суспензии, линименты
- Настои и отвары
- Суппозитории

## История и распространенность в мире
Исторически, начиная с самых древних времен, лекарства готовили в аптеках. Самое широкое распространение экстемпоральная рецептура получила в Средневековой Европе. Тогда лекари сами изучали свойства растений, минералов, продуктов животного происхождения и сами были авторами прописей, которые зачастую назывались по имени придумавшего эту пропись лекаря. С развитием в Европе алхимии, возросла скорость накопления знаний в области химии, ботаники и минералогии, многие аптекари занимались алхимией и вместе с этим изучали свойства используемых продуктов.
В настоящее время в мире существует двойственное отношение к экстемпоральной рецептуре. В одних странах (Израиль, Португалия) она запрещена, в других (США, Германия, Франция) распространена достаточно широко, но в любом случае необходимость экстемпоральной рецептуры очевидна. В России с каждым годом количество людей, владеющих навыками аптечной технологии лекарств в полной мере сокращается. Государство пытается стимулировать развитие дела (так, например, в Санкт-Петербурге аптеки получают 50 % скидку на аренду помещений при наличии функционирующего рецептурного отдела), но из-за больших затрат и крайне низкой окупаемости в России экстемпоральная рецептура умирает. В США она развита достаточно широко. В аптеках готовят на заказ глазные плёнки; стоимость работ по одному подобному рецепту может достигать 300 долларов США и выше.

## Достоинства и недостатки
Достоинства:
- возможность подобрать дозировку для каждого конкретного пациента и при этом учесть ВСЕ его особенности[2] (аллергию, проблемы с почками, печенью, сердцем и т. д.) — это главный и самый основной аргумент в пользу сохранения экстемпоральной рецептуры, так как не все лекарства, изготавливаемые на заводе, могут быть использованы разными пациентами.[1]

Недостатки:
- сложность контроля качества лекарственной формы — легко из 1 кг субстанции на заводе взять пробу, проанализировать её, а потом изготовить сотни таблеток. Затраты на контроль качества в этом случае — минимальны и качество лекарственных форм безусловно лучше.

## Технология
Для приготовления лекарств по экстемпоральной рецептуре в аптеке задействуют следующие помещения:
- ассистентская
- кокторий — дистилляционная
- асептический блок — бокс для приготовления стерильных форм
- автоклавная
- моечная

Ассистентская — главная комната, где происходит основной технологический процесс. Как правило в центре комнаты стоит длинный стол. Во главе стола сидит провизор-технолог, который консультирует ассистентов (фармацевтов и провизоров) по вопросам технологии лекарственных форм, а также отпускает им под роспись из сейфа ядовитые и сильнодействующие вещества, необходимые для приготовления лекарственных препаратов. Он также отвечает за наполнение штанглазов (см. рис.), заполняет журналы где ведется отчетность по их заполнению, а также по приготовленным лекарственным формам.
За столом в ассистентской обычно 5-6 рабочих мест. Одно место предназначено для приготовления жидких форм (микстур, растворов), второе — для приготовления и фасовки порошков, третье — для приготовления мазей и свечей. Некоторые места могут дублироваться. В центре стола стоят вертушки со штанглазами, особыми склянками с притертыми крышками, в которых хранятся порошки, мазевые основы и проч. лекарственные и вспомогательные вещества. Штанглазы расставляют на вертушках таким образом, чтобы они соответствовали тому месту рядом с которым они стоят. Так, например, штанглазы с мазевыми основами ставят рядом с тем местом, за которым изготавливают мягкие формы.
Над каждым рабочим местом висит лампа дневного света. К каждому месту также подведен специальный водопровод с водой очищенной (из дистилляционной), которая набирается в специальную бюретку. На рабочем месте имеются ручные весы, тарирные весы, тележка с посудой (шпатели, ступки, воронки и проч.). Мерные цилиндры и более сложная посуда, необходимая для приготовления лекарств находится в стеклянном шкафу в ассистентской.
В ассистентской также находится стол провизора-аналитика, который анализирует приготовленные лекарственные формы по показателям: внешний вид, оформление, качественный и количественный анализ. На его столе есть рефрактометр, набор реактивов, бюретки для титрования, набор склянок со стандартными растворами (NaOН, H2SO4 и проч.), действующая Государственная Фармакопея, таблицы и схемы качественных реакций и методов количественного определения лекарственных веществ.

## Понятия
- Официнальная мазь (лат. officina — аптека) — мазь, рецепт которой написан в Фармакопее, и которую обычно готовят в экстемпоральных условиях в небольших количествах на продажу. Например, серная мазь. К официнальным прописям также относятся капли в нос с протарголом, порошки «Антигриппин» и проч.